# Troca de populações entre a Grécia e a Turquia

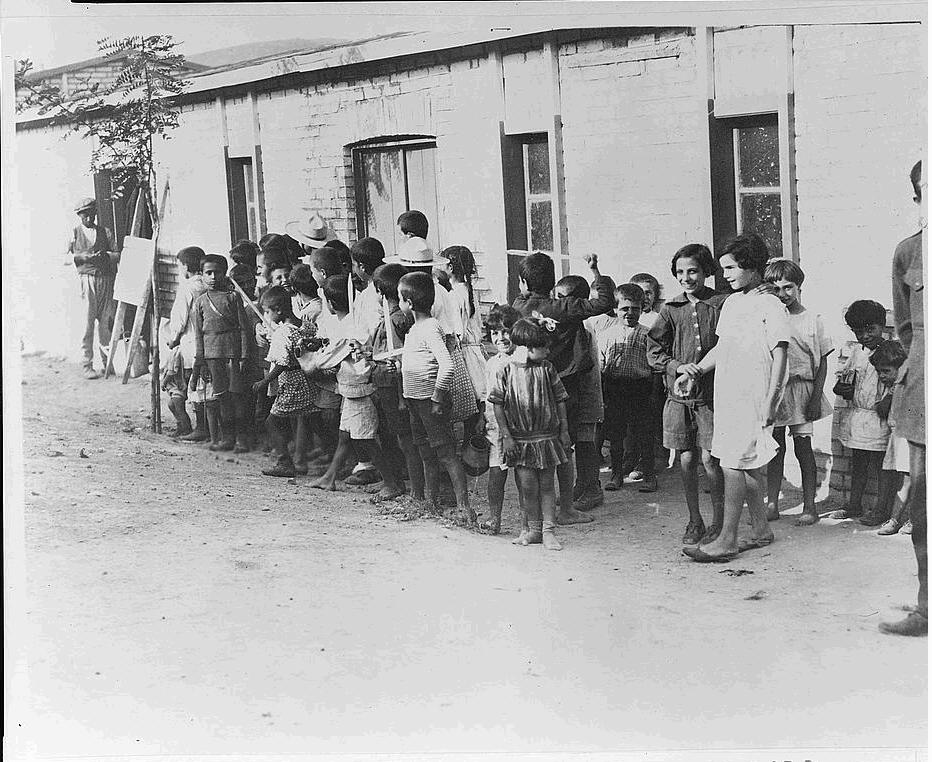
Órfãos gregos e arménios refugiados em Atenas em 1923

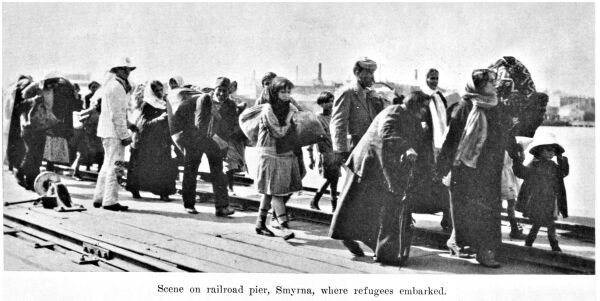
Gregos embarcando no porto de Esmirna em setembro de 1922, aquando do Incêndio de Esmirna, também conhecido como Massacre de Esmirna

A troca de populações entre a Grécia e a Turquia foi uma consequência da Guerra Greco-Turca, que opôs a recém-criada República da Turquia, sucessora do decrépito Império Otomano, e a Grécia, que aspirava a ficar com uma parte considerável da Anatólia. Foi a primeira transferência populacional forçada em larga escala do século XX e envolveu a troca entre os cidadãos gregos ortodoxos da Turquia e os cidadãos muçulmanos da Grécia. O único critério foi a religião, o que deu origem a situações algo absurdas de turcófonos serem obrigados a ir viver para a Grécia porque eram cristãos e de muçulmanos que não falavam turco a ir viver para a Turquia.
A convenção que determinou a troca de populações, o Tratado de Lausana, foi assinada na Suíça, a 30 de janeiro de 1923 pelos governos da Turquia e da Grécia. A operação envolveu cerca de dois milhões de pessoas, sendo a maior parte delas forçada a ser refugiada e de jure (em termos legais) desnaturalizadas das suas terras ancestrais.

## Deslocações
Depois do governo republicano turco baseado em Ancara ter rejeitado o Tratado de Sèvres, assinado em 1920 pelo governo imperial otomano de Istambul, foi organizada uma nova conferência de paz em Lausana para redigir um tratado que substituísse o Tratado de Sèvres. Enquanto a Conferência de Lausana decorria, mas de forma separada dela e do Tratado de Lausana que dela resultaria, foi assinada a "Convenção respeitante à troca de populações gregas e turcas", a 30 de janeiro de 1923, pelos governos da Grécia e da Turquia, por insistência dos líderes de ambos os países, Elefthérios Venizélos da Grécia e Kemal Atatürk da Turquia.

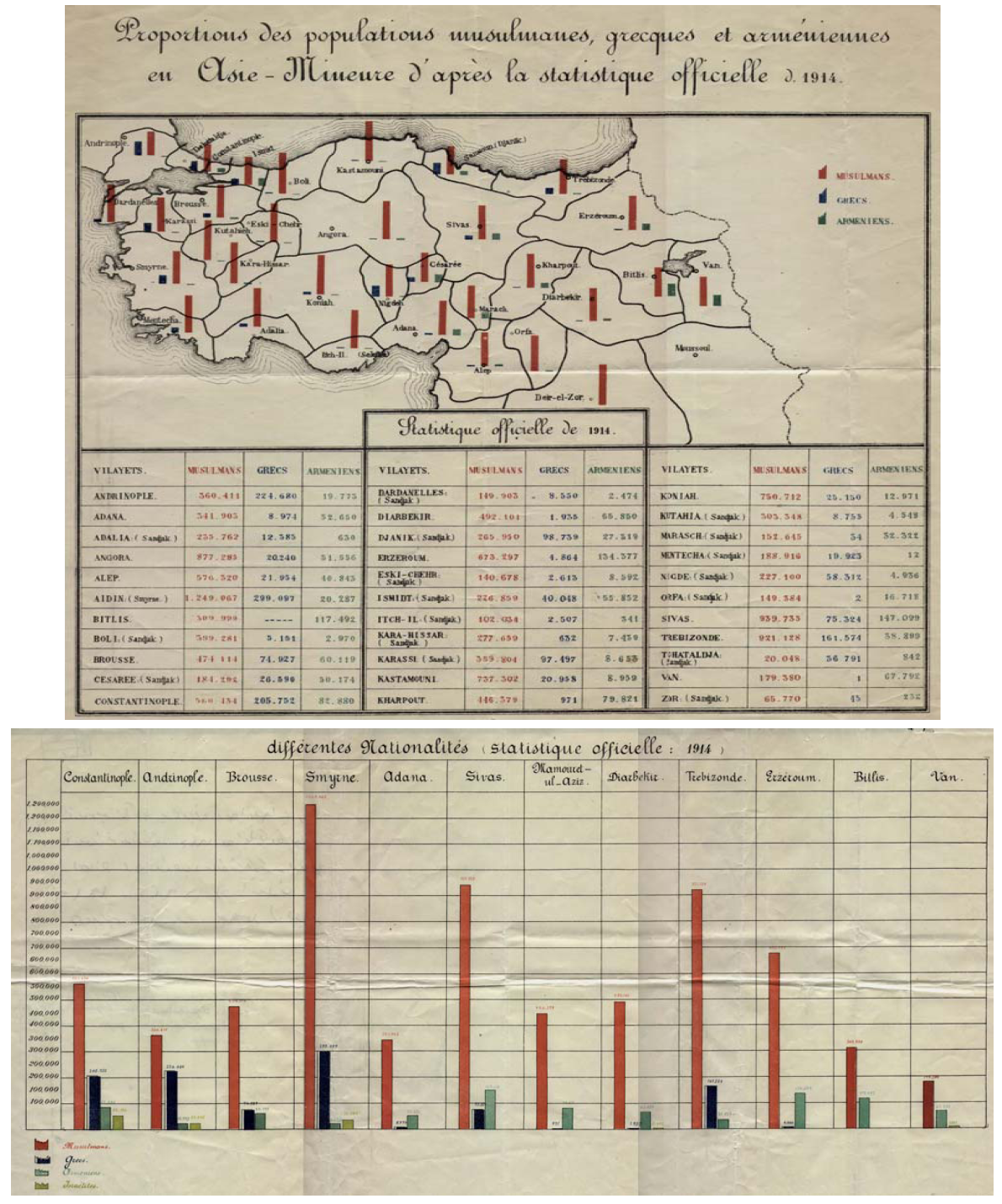
Documento de 1914 com as dados do censo da população do Império Otomano. A população total era 20975345 e a população grega de 1792206 (8%).

Quando a troca foi oficialmente iniciada, em 1 de maio de 1923, a maior parte da população grega da região egeia da Turquia tinha já abandonado as suas terras e fugido para a Grécia. Por esse facto, a troca só envolveu gregos da Anatólia Central (tanto falantes de grego como turcófonos) e gregos do Ponto, totalizando 189 916 pessoas segundo as estimativas oficiais. O número total de muçulmanos envolvidos foi de 354 647. Deste ponto de vista, o acordo apenas ratificava o que já tinha sido perpetrado sobre a população grega e transformou a emigração unilateral em massa os gregos numa troca de populações respaldada por garantias internacionais. Dos 1,3 milhões de gregos envolvidos na troca, só cerca de 150 mil foram restabelecidos de forma ordenada. A maioria fugiu à pressa com a retirada do exército grego após a derrota grega. A fuga dos gregos de Esmirna foi particularmente dramática, tendo-se instalado o pânico quando as tropas turcas entraram na cidade.
Na Grécia, a troca foi considerada uma parte dos eventos conjuntamente chamados de "Catástrofe da Ásia Menor" (grego:  Μικρασιατική καταστροφή). Anteriormente já se tinham verificado movimentos significativos de populações a seguir à Guerra dos Balcãs, à Primeira Guerra Mundial e à Guerra de Independência da Turquia. Essas movimentações incluíram trocas e expulsões de cerca de 1,5 milhão de gregos da Ásia Menor e da Trácia Oriental e de cerca de meio milhão de muçulmanos da Grécia. Apesar da maior parte destes últimos serem turcos, também havia entre eles gregos muçulmanos, ciganos (roma) muçulmanos, pomaks (búlgaros muçulmanos), albaneses cham (da Chameria), megleno-romenos e dönme (criptojudeus oficialmente muçulmanos). Os gregos expulsos da Turquia eram principalmente das seguintes regiões: Anatólia Central (caramánlidas [en]), Jónia (por exemplo: Esmirna e Ayvalık, Baliquesir), Ponto (por exemplo: Trebizonda e Samsun), Bursa (em grego: Prusas), Bitínia (por exemplo: İzmit/Nicomédia e Kadıköy/Calcedónia) e Trácia Oriental.

## Consequências
Os turcos e outros muçulmanos da Trácia Ocidental, bem como os gregos de Istambul e das ilhas egeias de Imbros (Gökçeada) e Ténedos (Bozcaada), ficaram de fora da troca de populações. Devido às medidas discriminatórias adotadas pela república turca, a população grega da Turquia de Istambul declinou significativamente. Entre essas medidas está, por exemplo, a proibição em 1932 do exercício por parte dos gregos de trinta profissões e negócios, desde carpintaria a medicina, leis e imobiliário.

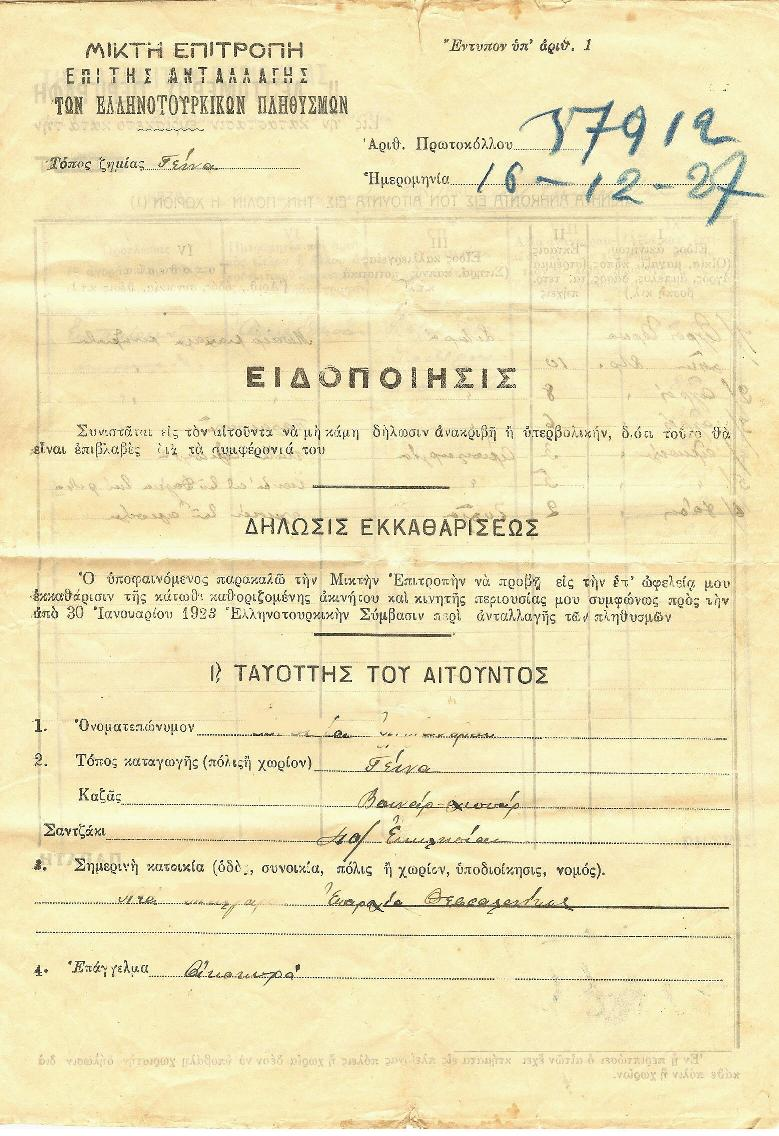
Declaração de propriedade relativa à deportação de gregos de Kaynarca (Yena) para Salonica

A Varlık Vergisi (imposto sobre lucros de capitais) de 1942, que na prática incidiu principalmente sobre não-muçulmanos, contribuiu para reduzir o potencial económico dos homens de negócio de etnia grega. Outra das causas para a aceleração da emigração de gregos foram os incidentes violentos dirigidos contra a comunidade grega, nomeadamente o Pogrom de Istambul, em 1955. A comunidade grega de Istambul, que contava com aproximadamente 200 mil pessoas em 1924, encolheu para pouco mais de 2 500 em 2006, em contraste com a situação na Grécia, onde no mesmo ano viviam dezenas de milhares de muçulmanos e onde a comunidade turca contava com cerca de 10 mil pessoas, concentradas principalmente na Trácia Ocidental.
O perfil da população de Creta foi alterado significativamente. Os habitantes muçulmanos da ilha (turcos cretenses), quer de língua turca, quer de língua grega, emigraram principalmente para a costa mediterrânica da Anatólia, mas também para a Síria, Líbano e Egipto, Algumas destas pessoas ainda hoje se consideram etnicamente gregos. Por sua vez, gregos da Ásia Menor, principalmente originários de Esmirna, implantaram-se em Creta, trazendo com eles os seus dialetos, costumes e gastronomia.
Segundo Bruce Clark, editor do The Economist, tanto os líderes da Grécia como da Turquia como alguns círculos da comunidade internacional encaram a homogeneização étnica como algo positivo e estabilizador, pois ajudou a fortalecer a natureza de estado-nação desses dois países, mas, mesmo que essa apreciação seja correta, a operação implicou grandes sofrimentos para as populações expulsas das suas terras.
A deportação forçada levantou problemas óbvios e complicados, tanto sociais, como ser forçado a abandonar o local onde se vive, como de âmbito prático, como o abandono de um negócio familiar bem estabelecido. Os países também enfrentaram outros desafios práticos: por exemplo, passadas décadas ainda havia em Atenas áreas urbanas erigidas à pressa para acolher as populações em fuga da Ásia Menor. Ainda hoje, tanto na Grécia como na Turquia, há propriedades, quando não povoações inteiras, como Kayaköy que estão abandonadas desde a troca de populações.